# Michael Holton
Michael David Holton (Seattle, Washington, 1961. augusztus 4. –) amerikai profi kosárlabdázó és kosárlabdaedző, a Root Sports NW sportelemzője.

## Játékosként
1979 és 1983 között a UCLA-re járt. Az 1983-as NBA-draft során a Golden State Warriors választotta ki, de a Phoenix Suns sportolója lett. 1983 és 1992 között a Continental Basketball Associationben is játszott.

## Edzőként
1993–1994-ben a Pasadena City College, 1995–1996-ban az Oregon State Beavers, 1996 és 2001 között pedig a UCLA Bruins edzőhelyettese volt. A Portland Pilotsnál 1994–1995-ben helyettes edző, 2001 és 2006 között pedig vezetőedző volt. 54–91-es eredménye miatt 2006-ban, három évvel szerződésének lejárta előtt kirúgták.
2013-ban a MAC Masters edzője lett. Később bekerült a Pasadena City College dicsőségcsarnokába.

## Eredményei vezetőedzőként
| Szezon                                  | Eredmény                                | Eredmény                                | Helyezés                                |
| Szezon                                  | Összesített                             | Konferencia                             | Helyezés                                |
| Portland Pilots (West Coast Conference) | Portland Pilots (West Coast Conference) | Portland Pilots (West Coast Conference) | Portland Pilots (West Coast Conference) |
| --------------------------------------- | --------------------------------------- | --------------------------------------- | --------------------------------------- |
| 2001–02                                 | 6–24                                    | 2–12                                    | T–7.                                    |
| 2002–03                                 | 11–17                                   | 4–10                                    | T–6.                                    |
| 2003–04                                 | 11–17                                   | 5–9                                     | T–6.                                    |
| 2004–05                                 | 15–15                                   | 4–10                                    | 7.                                      |
| 2005–06                                 | 11–18                                   | 5–9                                     | T–6.                                    |
| Összesen:                               | 54–91                                   | 20–50                                   | –                                       |

## Fordítás
- Ez a szócikk részben vagy egészben  a   Michael Holton című angol Wikipédia-szócikk ezen változatának fordításán alapul.  Az eredeti cikk szerkesztőit annak laptörténete sorolja fel. Ez a jelzés csupán a megfogalmazás eredetét és a szerzői jogokat jelzi, nem szolgál a cikkben szereplő információk forrásmegjelöléseként.